# Whitewood (Dakota del Sud)
Whitewood è una città della contea di Lawrence, Dakota del Sud, Stati Uniti. La popolazione era di 927 abitanti al censimento del 2010.

## Geografia fisica
Secondo lo United States Census Bureau, ha un'area totale di 0,64 mi² (1,66 km²).

## Storia
Whitewood fu pianificata nel 1888 quando la Chicago and North Western Railway fu estesa fino a quel punto. Prende il nome dal vicino Whitewood Creek.

## Società

### Evoluzione demografica
Secondo il censimento del 2010, la popolazione era di 927 abitanti.

### Etnie e minoranze straniere
Secondo il censimento del 2010, la composizione etnica della città era formata dal 91,9% di bianchi, lo 0,8% di afroamericani, il 3,7% di nativi americani, lo 0,1% di asiatici, lo 0,0% di oceanici, lo 0,3% di altre razze, e il 3,2% di due o più etnie. Ispanici o latinos di qualunque razza erano il 2,5% della popolazione.